# بيرنج (ألقورات)
بيرنج (بالفارسية: پیرانج) هي مستوطنة تقع في إيران في قسم ألقورات الريفي. يقدر عدد سكانها بـ 51 نسمة .